# Haluk Levent

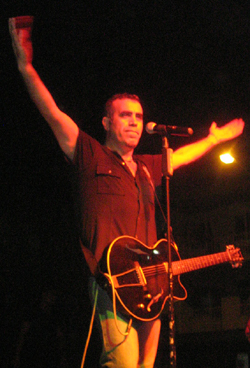
Haluk Levent bei einem Konzert

Haluk Levent (* 26. Dezember 1968 in Adana) ist ein türkischer Rockmusiker. Haluk Levent betrachtet seine Musik als Anadolu Rock („anatolische Rockmusik“). Es ist eine Mischung von türkischer Volksmusik und westlicher Rockmusik.

## Leben und Karriere
Levent besuchte die Sabancı-Grundschule (Sabancı İlk Öğretim Okulu). Nach der Mittelstufe setzte er seine schulische Ausbildung am Atatürk-Gymnasium in Adana fort. Danach schrieb er sich immer wieder in verschiedenen Universitäten ein, brach aber jedes Mal nach einem Jahr ab. Im Einzelnen waren dies:
- Forstwirtschaft an der Technischen Universität Karadeniz (Karadeniz Teknik Üniversitesi) in Trabzon.
- Informatik an der Universität Ankara.
- Physik an der Technischen Universität des Nahen Ostens (Orta Doğu Teknik Üniversitesi).
- Betriebswirtschaft an der Universität Ankara.
- Sprachwissenschaften an der Bilkent-Universität.

Haluk Levent gab in den 1990er Jahren ein elf Stunden langes Benefizkonzert für den Umweltschutz.
Im Jahr 1997 wurde er wegen eines ungedeckten Schecks von über 3 Millionen Lira festgenommen und war für 9 Monate und 15 Tage inhaftiert.
Im Jahr 2017 gründete Levent die Hilfsorganisation Ahbap.
In seiner bisherigen Musiklaufbahn machte er mit Hits wie Akdeniz Akşamları, Yollarda Bulurum Seni oder Elfida auf sich aufmerksam.

## Diskografie

### Alben
| - 1993: Yollarda / Bu Ateş Sönmez - 1995: Bir Gece Vakti - 1996: Arkadaş - 1997: Mektup - 1998: Yine Ayrılık - 2000: www.Leyla.com - 2001: Kral Çıplak - 2002: Bir Erkeğin Günlüğü | - 2003: Türkiye Türnesi - 2004: Ac Pencerini - 2005: Annemin Türküleri - 2006: Akşam Üstü - 2010: Karagöz & Hacivat - 2014: Dostane - 2019: Tam Bana Göre - 2021: Vasiyet |

### Livealben
- 2003: Özel Canlı İstanbul Konseri
- 2015: Best of Konserler

### Kompilationen
- 2010: Trilogy
- 2018: Box Set

### Singles
| - 1993: Yollarda Bulurum Seni - 1993: Akdeniz Akşamları - 1993: Ankara - 1995: Nerdesin - 1996: Sevenler Ağlarmış - 1996: Ararım Seni - 1997: Akşamlar - 1997: Kağızman - 1997: Yeter Ki - 1997: Nerde? (mit Açelya) - 1998: Hani Benim Olacaktın - 1998: Anlasana (Hintergrundstimme: Şebnem Ferah) - 1998: İrem Kız - 1998: Vefasız - 1998: Gülün Bittiği Yer - 1999: Ayrılık - 1999: Gülendam - 2000: Kamyoncunun Türküsü - 2000: Samoslu Dimitris - 2000: Ela Gözlüm - 2000: İntegral - 2001: Aşkın Mapushane - 2001: Dağlar - 2001: Kaçış - 2002: İçimde Ölen Biri - 2002: Yine Yol Göründü Gurbete - 2002: Acılara Tutunmak - 2003: Zor Aşk - 2003: Yeter Artık Deli Gönül - 2004: Dönmen Lazım - 2004: Dağlar Mı Yollar Mı - 2004: Sormalı - 2005: Mülteci - 2005: Çemberimde Gül Oya | - 2005: Sensiz Yaşayabilmirem (Yandırdın Kalbimi) - 2005: Dert Olur - 2005: Namus Belası - 2005: Bu Son Olsun Bu Son (mit Teoman & Suavi) - 2005: Nereye Saklarsın? (mit Esra Kahraman) - 2006: Kaçmadım (mit Mehmet Tokat) - 2006: Elfida - 2007: Akşam Üstü - 2007: Tutki Çıldırdım - 2007: Yuşa Tepesi - 2007: Sabah Türküsü - 2010: Zifiri - 2011: Bazı Günler - 2011: Srebrenitsa - 2013: 33 Kurşun - 2014: Sevdana Gönül Verdim - 2014: Ağlama Bebeğim - 2015: Cuş Havası - 2016: Kan Çiçekleri - 2016: Günah Diyarı - 2018: Yorgunum Kaptan - 2018: Aşkın Mapushane (mit Halil Vergin) - 2019: Tek Geçerim - 2019: Sen Olasın - 2019: Zifiri Sevdam (mit İlhan Doğan) - 2020: Sevmek Böyledir İşte (mit Ozan Gür) - 2020: İzmir (mit Kahraman Kılınç) - 2020: Bukağı (mit Mazlum Çimen) - 2021: Zülüf (mit Melek Mosso) - 2021: Gönül Çalamazsın Aşkın Sazını (mit Ceylan Ertem) - 2021: Doğaya Mektup - 2022: Odam Kireçtir Benim (mit Ceylan Ertem) - 2022: Başka Türlü Bir Şey (mit Ceylan Ertem) |

## Bücher
- Kedi Köprüsü
- Moritos'un Düşleri

## Auszeichnungen
- 1998: Kral Türkiye Müzik Award in der Kategorie Bester Rockmusiker
- 1999: Kral Türkiye Müzik Award in der Kategorie Bester Rockmusiker
- 2003: Kral Türkiye Müzik Award in der Kategorie Bester Rockmusiker